# 第71師団 (日本軍)
第71師団（だいななじゅういちしだん）は、大日本帝国陸軍の師団の一つ。

## 沿革
1942年（昭和17年）4月に琿春駐屯隊（歩兵第87連隊・第88連隊基幹）と第110師団所属の歩兵第140連隊を基幹に編成された。同年6月に編成完了後、関東軍に属し、満州東部のソ連国境付近の警備と防衛に従事した。
1944年（昭和19年）2月、第71歩兵団司令部と歩兵大隊2個などを抽出して第5派遣隊を編成し、マリアナ諸島のパガン島に送った。また、同時期に千島にも歩兵第140連隊の1個大隊を派遣した。師団主力も同年7月、南方転用された第10師団に代わって満州北部のチャムスに移動し、南方転出に対応するための訓練を実施した。
1945年（昭和20年）1月、第10方面軍の第40軍に編入され「ガ号演習」の名で台湾に転用された。この転用に伴い、第71歩兵団司令部と捜索第71連隊が廃止された。同年2月、台湾に到着後、嘉義付近に布陣し連合国軍の侵攻に備えていたが、交戦することなく終戦を迎えた。師団の将兵は1946年（昭和21年）前半に日本に復員した。なお、台湾駐留中にマラリアが流行し、歩兵第88連隊では将兵の8割以上が罹患していた。

### 第5派遣隊
第5派遣隊は、絶対国防圏の防衛強化のため、1944年2月の大陸令第948号に基づいて第71師団の隷下部隊から編成された。第71歩兵団司令部と、歩兵第87連隊と歩兵第88連隊の各第3大隊、山砲兵第71連隊第1大隊、工兵第71連隊第3中隊から成り、第71歩兵団長の天羽馬八少将が派遣隊長となった。2月下旬に琿春を出発し、3月20日にパガン島に上陸した。
同年6月に第5派遣隊は独立混成第9連隊（通称号：備17583部隊）に改編され、引き続きパガン島の防衛にあたった。パガン島は連合国軍の上陸は受けなかったものの、将兵は連日の空襲と補給途絶による食糧難に苦しんだ。終戦後、1945年10月末に日本に上陸復員した。

## 師団概要

### 歴代師団長
- 遠山登 中将：1942年（昭和17年）4月17日 - 終戦[1]

### 参謀長
- 柏田秋治 大佐：1942年（昭和17年）4月15日 - 1944年4月8日[2]
- 加藤守敏 大佐：1944年（昭和19年）4月8日 - 終戦[3]

### 最終所属部隊
- 歩兵第87連隊（旭川）：中村敏夫大佐
- 歩兵第88連隊（旭川）：松浦龍一大佐
- 歩兵第140連隊（旭川）：竹内主計中佐
- 山砲兵第71連隊（旭川）：石山虎夫大佐
- 工兵第71連隊（旭川）：佐藤久少佐
- 輜重兵第71連隊：関広太中佐
- 第71師団通信隊：保科年夫大尉
- 第71師団兵器勤務隊：野口求大尉
- 第71師団第1野戦病院：
- 第71師団制毒隊：石田林之助大尉
- 第71師団病馬廠：小田重夫大尉
- 第71師団防疫給水部：坂倉広海少佐